# 伊日·拉什卡
伊日·拉什卡（捷克語：Jiří Raška，1941年2月4日—2012年1月20日），捷克男子跳台滑雪运动员。他曾代表捷克斯洛伐克参加1968年和1972年冬季奥林匹克运动会跳台滑雪比赛，获得一枚金牌和一枚银牌。